# Perdita di carico
La perdita di carico tra due punti di un circuito idraulico è la differenza di carico idraulico tra i due punti presi in considerazione.

## Storia
Fin dalle epoche antiche, gli impianti idraulici sono stati costruiti tenendo conto delle pendenze necessarie a vincere le perdite di carico.
I primi studi scientifici sulla perdita di carico nelle condotte si devono far risalire a Daniel Bernoulli. Gli studi ebbero grande sviluppo con la rivoluzione industriale, anche in funzione delle reti di canali costruite in quel periodo.

## Conclusioni
Per un fluido incomprimibile in moto permanente (stazionario) si può scrivere l'equazione di Bernoulli valida in quelle regioni del campo fluido dove le forze di frizione dovute agli effetti viscosi siano trascurabili rispetto agli effetti dovuti alla pressione (p), alla gravità (termine potenziale) e all'inerzia (termine cinetico). Per quanto piccola possa essere la viscosità del fluido, l'approssimazione fatta utilizzando l'equazione considerata è accettabile solamente entro certe regioni del fluido (dette inviscide) in cui le forze viscose nette siano trascurabilmente piccole in confronto alle altre forze agenti sulle particelle fluide. L'equazione di Bernoulli si scrive:
{\displaystyle p\,+\,\rho gz\,+\,\rho {u^{2} \over \;2\;}=cost(s)}
dove con cost(s) si è voluta indicare la costanza del trinomio di Bernoulli lungo una determinata linea di corrente s, essendo:
- p: pressione (dimensioni: [FL−2])
- ρ: densità o massa volumica (dimensioni: [ML−3])
- g: campo medio (nel caso gravitazionale puro, si fa riferimento all'accelerazione di gravità, dimensioni: [LT−2])
- z: quota potenziale (nel caso gravitazionale puro l'altitudine[1], dimensione: [L])
- u: velocità del fluido rispetto a un riferimento inerziale per il quale il moto è stazionario (dimensioni: [LT−1])

Si definisce quindi carico idraulico la costante di Bernoulli:
{\displaystyle H=p\,+\,\rho gz\,+\,\rho {u^{2} \over \;2\;}}
con le dimensioni di una pressione (misurato nel SI in pascal), e la quota idraulica la grandezza proporzionale con le dimensioni di una lunghezza:
{\displaystyle h={p \over \;\gamma \;}\,+\,z\,+\,{u^{2} \over \;2\,g\;}}
dove γ è il peso specifico del materiale (peso di un metro cubo di materiale). Nel caso reale l'equazione di Bernoulli viene meno per effetto della dissipazione nel moto (approssimabile al primo ordine con la legge di Newton): il carico cala lungo la portata del fluido.
La differenza di carico idraulico fra due punti del condotto:
{\displaystyle \Delta H=H_{2}\,-\,H_{1}}
se è negativa seguendo la portata viene chiamata perdita di carico; se positiva (come ad esempio in una macchina operatrice, ma non solo) si chiama, invece, prevalenza o forza idromotrice.
La prevalenza potenziale (geodetica se la macchina lavora a pelo libero) considera invece soltanto la componente potenziale del carico.

## Adimensionalizzazione
In idraulica (non solo se il fluido è acqua) e a meno di grosse variazioni di quota (il caso di una condotta forzata) la maggiore componente del carico è quella cinetica, mentre nella gasdinamica la maggiore componente è quella manometrica. Quindi le perdite di carico si possono supporre proporzionali alle perdite cinetiche, come stabilisce l'equazione di Darcy-Weisbach:
{\displaystyle \Delta h=f\cdot {\frac {L}{D}}\cdot {\frac {\Delta u^{2}}{2g}}}
dove f è definito numero di Darcy, dipendente dalle caratteristiche locali del fluido come il numero di Reynolds, e in aggiunta a quanto sopra detto, L è la lunghezza del condotto, D il suo diametro equivalente. Talvolta, al posto del numero di Darcy, si esprime la relazione in funzione del numero di Fanning, che risulta un quarto di f.
In molti casi può essere vantaggioso applicare la legge di Darcy nella forma:
{\displaystyle \Delta H=\beta \;{\;Q^{2}\; \over d^{5}}\;L}

## Fattore globale
Nel caso di variazioni brusche nel condotto si modifica l'equazione di Darcy-Weissbach rendendo impliciti i parametri spaziali in un coefficiente di attrito globale:
{\displaystyle k=f{\frac {L}{D}}}
per cui si esprime:
{\displaystyle \Delta H=k\cdot {\Delta (\rho u^{2}) \over 2}}
{\displaystyle \Delta h=k\cdot {\Delta u^{2} \over 2g}}
se poi si tratta di componenti ad alta dissipazione, si può trascurare la velocità quadratica finale del fluido rispetto a quella iniziale, considerando solo quella iniziale
{\displaystyle \Delta H=k\cdot {\rho _{+}u_{+}^{2} \over 2}}
{\displaystyle \Delta h=k\cdot {u_{+}^{2} \over 2g}}
Il fattore k è stato sperimentalmente definito, e risulta ad esempio:
- k = 1 per ingresso in serbatoio.
- k = 1,25 per curva ad angolo
- k = 10 per valvola di ritegno a disco

Quindi, se avessimo in sequenza: curva/valvola di ritegno/curva/ingresso serbatoio, avremmo
{\displaystyle \Delta h=(1{,}25+10+1{,}25+1)\cdot {3{,}82^{2} \over (2\cdot 9{,}81)}=10{,}04\mathrm {\ m} }

### Strumenti online per il calcolo delle perdite di carico
- Tabelle per perdite di carico su tubazioni in acciaio, ghisa, polietilene e pvc, su rdr.it. URL consultato il 4 giugno 2017 (archiviato dall'url originale il 22 maggio 2018).
- Calcoli online e basi di calcolo delle perdite di carico nelle condotte in pressione, su oppo.it.
- Calcolo online delle perdite di carico su tubazioni in rame, su sctubes.com
- Calcolo della prevalenza manometrica, su darf.it. URL consultato il 27 novembre 2014 (archiviato dall'url originale il 4 marzo 2016).
- Perdita di carico (cadente) formula di Hazen Williams, su oppo.it.
- http://www.monachos.gr/eng/calculators/Darcy_weisbach.htm
- http://www.freecalc.com/ductfram.htm
- http://www.lmnoeng.com/darcy.htm
- Applicazioni per calcolare le perdite di carico negli impianti d'irrigazione, su irri.it.
- Applicazioni per calcolare il diametro interno dei tubi nei sistemi di idraulica sanitaria, su edil-idraulica.info. URL consultato il 26 settembre 2006 (archiviato dall'url originale il 1º maggio 2007).

| Controllo di autorità | GND (DE) 4013084-8 |